# Jaulín
Jaulín ist ein Ort und eine Gemeinde (municipio) mit 292 Einwohnern (Stand: 2024) in der spanischen Provinz Saragossa der Autonomen Gemeinschaft Aragonien. 

## Lage und Klima
Jaulín liegt etwa 25 Kilometer (Luftlinie) südsüdöstlich des Stadtzentrums der Provinzhauptstadt Saragossa in einer Höhe von ca. 510 m. Das Klima ist gemäßigt; Regen (ca. 382 mm/Jahr) fällt mit Ausnahme der eher trockenen Sommermonate übers Jahr verteilt.

## Bevölkerungsentwicklung
| 1900 | 1910 | 1920 | 1930 | 1940 | 1950 | 1960 | 1970 | 1981 | 1991 | 2001 | 2011 | 2021 |
| ---- | ---- | ---- | ---- | ---- | ---- | ---- | ---- | ---- | ---- | ---- | ---- | ---- |
| 348  | 411  | 477  | 546  | 528  | 523  | 474  | 364  | 334  | 303  | 292  | 302  | 275  |

## Sehenswürdigkeiten
- Kirche Mariä Geburt
- Reste der Bunkeranlagen aus dem spanischen Bürgerkrieg (Vértice Parapetos)

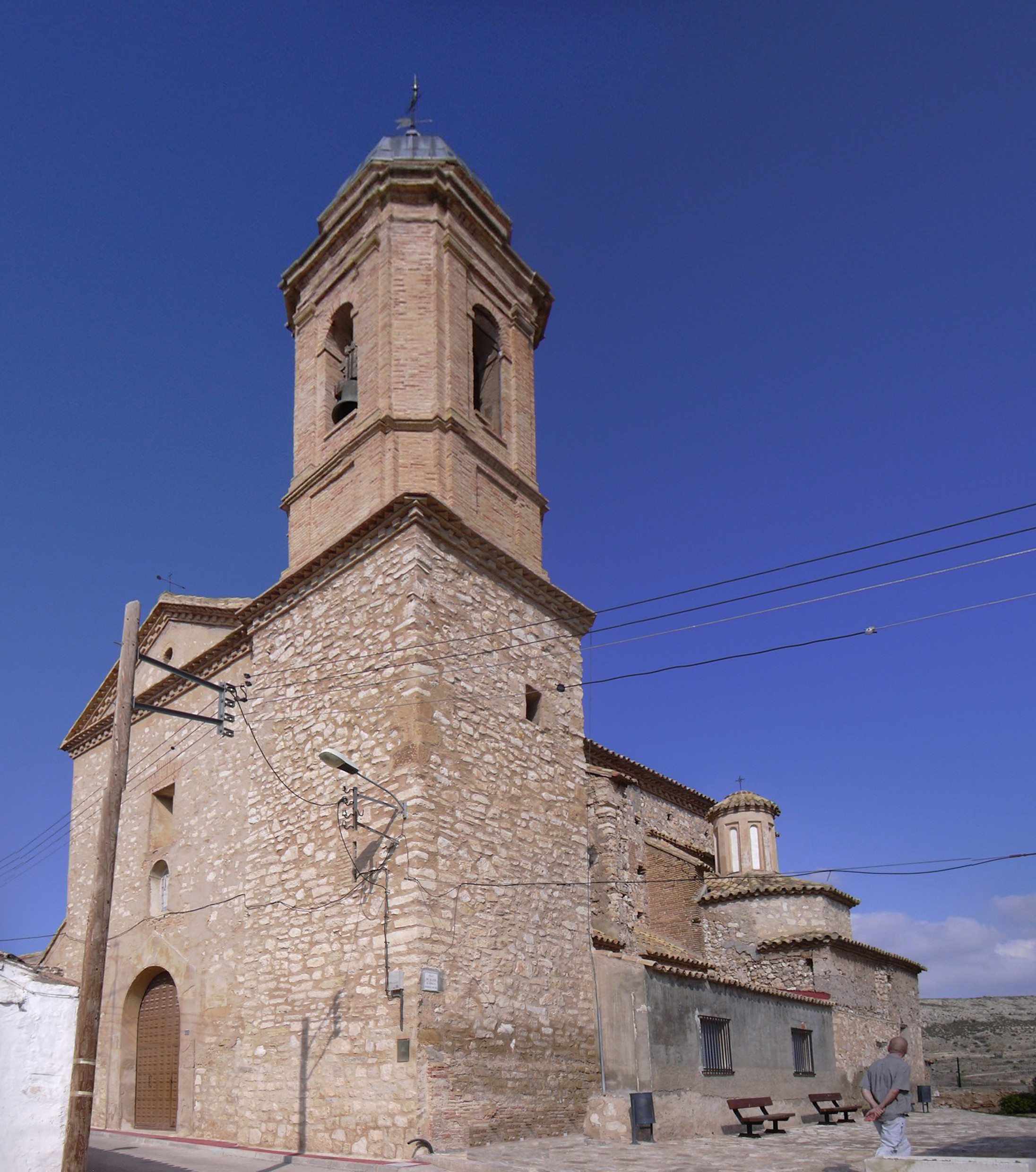
Kirche Mariä Geburt
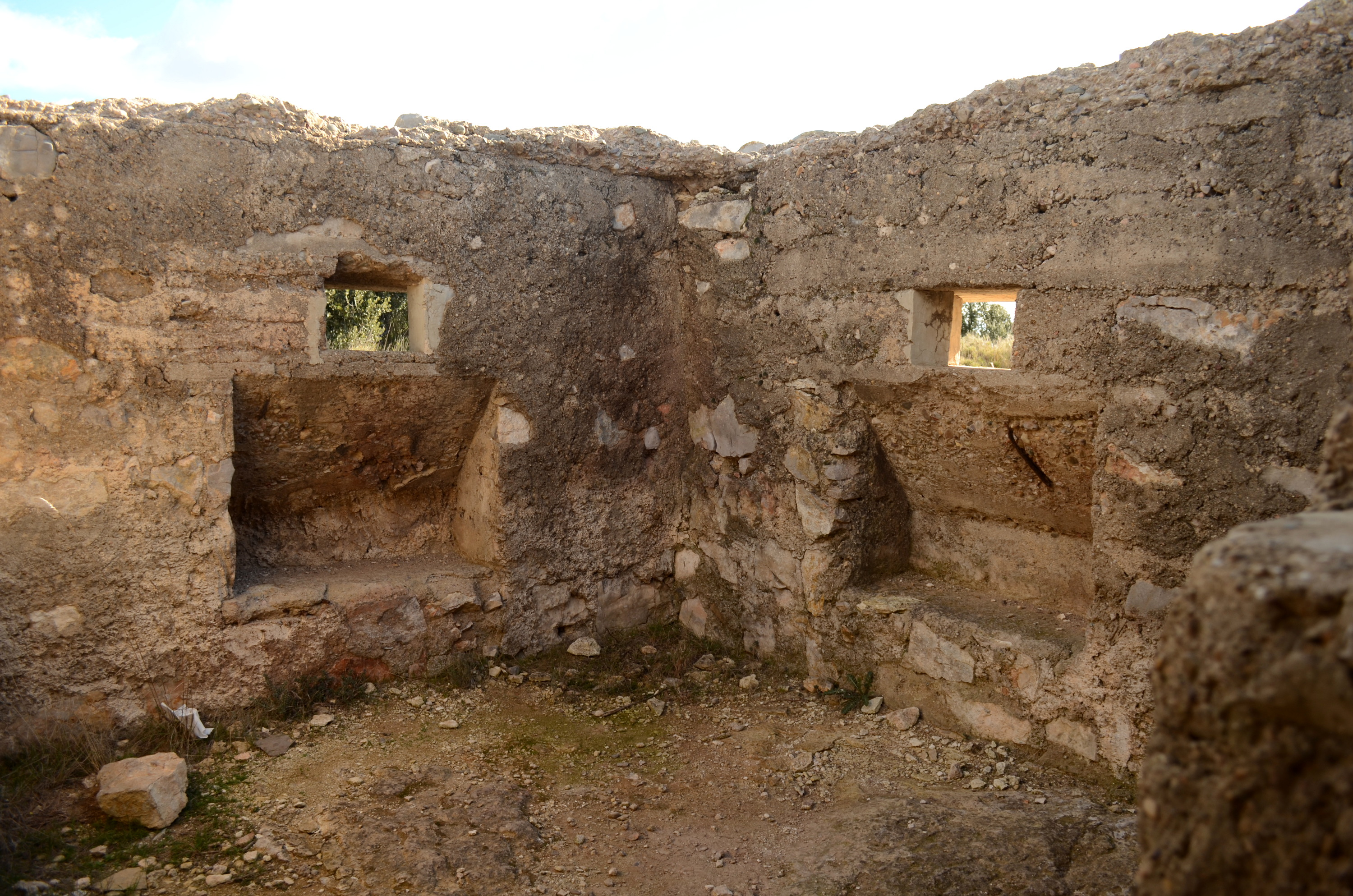
Reste der Bunkeranlagen